# 华威大学
華威大學（英語：University of Warwick，/ˈwɒrɪk/），又译沃里克大学或和域大學，是位於英國英格蘭中部華威郡及考文垂交界的研究型大學。學校創立於1965年，稳居英国排名前十。
華威大學於1967年成立世界知名的華威商學院，此外其經濟與數學系更是長居全英前列。華威大學在2008年加入素有英國常春藤之称的羅素大學集團。在2014年英國政府組織的官方RAE科學研究水準評估中，位居全英第7位。在RAE评估报告中，其部分学科被评定为英国大学前三强的水平（应用数学与牛津、剑桥并列全英第一，纯数学、计算机科学和商務研究等专业则为全英第二），而包括：管理学、经济学、统计学和工程科学等也名列前茅。
华威商学院被誉为英国顶尖的商学院之一，在欧洲乃至全球范围已建立起学术名望，在商界亦享有卓越口碑，以其招生标准和教学及科研品質著称，是世界九大投资银行（Bulge Bracket）在全球的目标院校之一，根据2020年《金融时报》的排名，华威商学院的金融硕士项目位列世界第11位。並且在英国各项国内院校榜单中长期前十名。也是全英国第一家受到三重认证的商学院；经济系在英国媒体发布的2020《完全大学指南》排名中位居全英第三；数学学院在英国及世界各大主流排行榜中已连续多年名列前茅，实力稳居欧洲前十位。
华威大学位列2022年泰晤士高等教育世界大学排名第78位，2022年QS世界大学排名第61位。

## 历史

### 20世纪
于沃里克郡创立一所新大学的提议在二战结束后不久就被提出。1960年，大学筹备委员会在Lord Rootes的领导下正式成立，委员会的成员们（大都来自考文垂市议会及沃里克郡议会）就学校选址这一议题达成一致：在吉尔伯特山（Gibett Hill）旁划出400英亩（约1.6平方公里）的土地用于建设新大学。1961年英国政府正式批准建立华威大学。
1963年《罗宾斯报告》的发表促成了英国高等教育规模的实质性扩充。当时兴建的7所大学（东英吉利大学、埃塞克斯大学、肯特大学、兰卡斯特大学、萨塞克斯大学、华威大学和约克大学）通常被称作“平板玻璃大学”，这一称谓来源于它们现代化的建筑设计风格——在钢筋或混凝土结构中广泛采用地平板玻璃材料。“平板玻璃大学”与以维多利亚时代建筑风格为主的“红砖大学”和更古老的“古典大学”形成了鲜明对照。此外，这几所大学也常被叫做“莎士比亚大学”，因为除东英吉利大学以外的其他6所大学的校名都可在莎士比亚的作品中找到。时任考文垂教区主教Cuthbert Bardsley将大学命名为“The University of Warwick”。
1964年，华威大学招收了少量的研究生，并在1965年10月正式招收了第一批总计450人的本科生。1965年学校获颁英国皇家特许状，之后陆续开设了一批学术部门。1979年，学校整合了考文垂教育学院，并开始逐步将校区面积拓展至现在的大小（约2.9平方公里），亦兴建了一系列的摩登建筑。此外，学校还不断增加校园内的湖泊及林地面积，如今已成为公认的校园环境最优美的英国大学之一。
在老校长Lord Butterworth的任期中，华威大学成为了英国首批将商业运作模式成功引入高等教育发展进程的大学之一。华威和企业界建立了紧密的合作关系，挖掘了学术研究的商业价值。此外，它还是英国政府在一系列旗舰级科研项目上的学术服务伙伴，包括“国家杰出才能和天赋青年研究院”（National Academy for Gifted and Talented Youth）和英国人引以为豪的“国家健康系统大学”（NHS University）等。
英国前首相托尼·布莱尔称赞华威大学为“所有英国大学在活力、质量与企业家精神方面的灯塔”。2000年12月，在布莱尔的引荐下，比尔·克林顿选择了华威作为自己最后一次以美国总统身份出席海外重要政治性活动的目的地。克林顿的国家安全顾问Sandy Berger在随后召开的媒体发布会上阐明了此项决定的原因：“华威大学是英国最年轻和最出色的大学之一，布莱尔首相认为它是具有卓越学术水平并同时能够与政府之间保持相对独立性的大学典范”。

### 21世纪
2001年2月，IBM向华威捐赠了价值超过200万英镑的电脑及其他软件设施。
2004年4月，华威大学收购了国际园艺研究中心在Wellebourne和Kirton的分部。同年7月，学校被指定为英国工党与英国工会间签署一系列重要协定的地点，后来这些协议文件被称作“沃里克协议”。
2006年6月，华威医学院在考文垂成立了大学医院（University Hospital Coventry）作为其进行临床医学研究的基地。2007年，华威医学院成为全英首家同英国医学研究委员会建立战略合作伙伴关系的医学院。
2006年7月，华威大学承办了第二届21世纪学术联盟年度总会 。
2012年，华威大学先后于2月和3月同澳大利亚的蒙纳士大学以及伦敦玛丽女王大学建立了战略合作伙伴关系，签订了一系列精细化课题的科研合作项目，其中包括联合研究生、博士生培养项目和英语、历史学、计算机科学相关本科专业的课程师资共享等。同年4月，纽约大学城市科学与进步中心宣布：华威大学是其在欧洲唯一的大学合作伙伴。8月，华威大学与其他4所位于英格兰中部的大学（伯明翰大学、莱斯特大学、拉夫堡大学以及诺丁汉大学）共同组建成立了“M5大学联盟”。该联盟的创立意图是探索如何促进科研合作与设备共享，从而最大化成员机构的研究收入，以促进更近距离的地域性合作。
2013年9月，华威大学宣布旗下制造工程学院将建立英国汽车创新中心（National Automotive Innovation Centre），目前该项目已于2017年完工。2015年3月，华威大学制造工程学院获得了工程和物理科学研究委员会拨发的规模为320万英镑的科研经费，用于研发世界上最先进的模拟驾驶器。后来增发的100万英镑则用于捷豹路虎的新科技研发项目，这一项目完全由华威的学生们主导，初期在制造工程学院的国际制造中心进行，之后又迁至英国汽车创新中心 。
2014年7月，投资超过10亿英镑成立的高级推动力研发中心选址华威大学，该中心致力于为英国交通业提供更为清洁高效的动力系统。
2014年9月13日，中国国务院副总理马凯到访英国华威大学制造工程学院，代表团成员还包括中国驻英国大使刘晓明和英国驻中国大使Sebastian Wood。作为中国经济体制改革的领导人物之一，马凯副总理对学院与工业领域的合作项目印象十分深刻。在此次马凯副总理出席参加第六届中英经济财金对话的访英之行中，该学院是其唯一造访的学术机构。同年，华威大学荣获《泰晤士报》英国年度大学称号，旗下华威商学院宣布将在全英最高建筑碎片大厦成立华威商学院伦敦校区。目前，该校区主要开授有非全日制金融硕士和人力资源管理硕士课程，以及MBA和EMBA课程。
2015年年初，华威大学启用全新LOGO，并宣布将在美国加利福尼亚州建立华威大学加州校区。
2015年4月8日，参加英国大选的工党候选人爱德华·米利班德来到华威大学发表竞选演说。

## 學校特色

### 標識
- 華威大學的學校標識通常爲藍色背景與白色校名字體的結合，象徵學校形象清新及富有生命力，被廣泛的用於校旗及其它宣傳材料中。
- 學校的校徽則是典型的盾形標識，標識中有兩個鋰元素符號，上方有類似DNA的螺旋形圖案，象徵著科學；盾形左上爲大象及考文垂城堡造型，
- 校徽右下則爲華威郡的熊和木棒造型，象徵著歷史。盾牌的上下方分別以拉丁文書寫著校訓及校名。

### 校園
- 華威大學的校園占地2.91平方公里，總面積超過一些世界上的微型國家。
- 整個校園分爲三個部分：主校區、吉比山校區（Gibbet Hill）和西木校區（Westwood）。
- 學校既有現代化的教學大樓與基礎設施，更有景色怡人的湖區和森林。
- 泰晤士報調查表示：華威大學的校園被受訪者公認爲全英最佳大學校園。
- 學校周圍的鄉村地區不僅風光明媚，更保留著許多名勝古迹，如華威城堡、埃文河畔斯特拉特福（威廉·莎士比亞故鄉）、科茨沃爾德（英國特殊自然美景區）等。

### 重點設施
- 華威大學有兩處主要的圖書館，有將近100萬冊的藏書和6000多種期刊雜誌，可自由借閱。
- 電腦圖書館採用數位式電動移動書櫃系統，透過LCD面板進行操作。
- 圖書館內約有2500個座位可供學生學習，並且有電子白板、多媒體教學室、個人研究室供教職員與學生使用。
- 館內有餐廳與交誼廳，某些樓層可允許學生攜帶食物進去。微型電腦中心24小時開放。
- 學校每年在圖書資料方面支出的經費爲每個學生100英鎊以上。
- 學校還設有電腦中心、語言中心、音樂唱片中心和英國石油檔案中心等。

### 校園生活
華威學生會是英國最大的學生會之一，下屬近180個社團和70多個體育俱樂部；有學生自行創編的電臺、電視臺和報社；有倫敦之外最大規模的藝術中心—華威藝術中心（包含華威獨有的劇院、音樂廳、電影院、藝術館、雕塑館等等）。藝術中心每個月皆會舉辦非常具有質感的文藝表演，其設備也供學生表演社團使用。附近居民也常會聚集於此一同欣賞表演。另外，校內還有旅遊與保險推廣中心及健身俱樂部等組織；同時，學校還爲學生提供了優越的室內外運動設施，包括寬闊的體育場、網球館、燈光球場、塑膠跑道；運動中心設有25米標準室內游泳池、壁球館、設備齊全的健身中心和室內攀岩中心等。另外，校園內還設有14家餐廳和酒吧、3家銀行、美容美髮廳、書店、郵局、藥店、超市等，大大地豐富了學生的日常生活。也因為如此，華威大學被學生取了「The Bubble」的外號，代表學校已如同一個具有規模的城鎮。

### 住宿條件
- 學校65%的在校生和95%的一年級學生在學校住宿。全校有5500個飲食自理房間，房內家具一應俱全，裝置國際互聯網。
- 廚房或走廊皆有電話設備，部分房間內也有個人電話，廚房一般由6-10人共用，一年可供居住30-50周。
- 住宿費約爲每週85-125英鎊不等。住宿等級又以Lakeside和Heronbank為最優，皆有個人衛浴設備。
- 此外學校還向學生提供約2000處校外住宿地點，每周費用約77--207英鎊。

### 海外代表處
- 華威大學在世界多個國家及地區設立了海外代表處[8]
- 對當地學生及校友的個別需求做深入的客製化服務，使每位學生及校友都能被華威大學確實照顧。
- 學生畢業後也會自動成為校友會的一員，並會定期收到校友雜誌。

## 学术
- 華威大學的學科分爲人文藝術、自然科學、社會科學和醫學四大類，有35個院系和60個研究中心，提供100個不同專業的本科學位和超過120個碩士與博士研究生學位。
- 1984年學校建立華威科學園區，目前園內設有超過50家高科技公司。
- 2013年華威工程學院花費1億英鎊，在華威的主校區建造一個國家汽車創新中心，其中由捷豹路虎出資8千萬英鎊。

### 研究成果
英国4大高等教育基金理事会（分别管理英格兰、苏格兰、威尔士和北爱尔兰）每5年对全英大学组织一次“研究成果评估检查（Research Assessment Exercise）”。在最近一次（2014年）的评估中，华威在全英所有多学院制大学中排名第7，在英国中部地区排名第一。在这一评估中，87%的成果被评为“世界领先”或者“国际杰出”（获得评分为4*或者3*），学校超过85%的学术教职人员在这些院系工作。
这一评估中，在相应领域全英排名前10位的华威院系是：
- 电影研究 - 第1名
- 园艺研究 - 第2名
- 历史- 第2名
- 数学（纯数学） - 第2名
- 法语 - 第2名
- 经济学 - 第3名
- 意大利语 - 第3名
- 古典文学 - 第4名
- 统计学 - 第4名
- 工程学 - 第5名
- 戏剧、表演与文化政策研究 - 第5名
- 华威商学院 - 第5名
- 数学（应用数学） - 第7名
- 化学 - 第8名
- 英语 - 第1名
- 教育学 - 第8名
- 政治学 - 第7名
- 社会学 - 第8名
- 华威医学院（健康服务研究） - 第10名

### 世界排名
2022QS世界大学排名：61
2022泰晤士高等教育世界大学排名：78
2022U.S. News世界大学排名：144
2020QS世界大学排名（基于雇主声誉）：32
2019CWTS莱顿大学排名：64
2015THE（建校未满50周年）世界年轻大学排名：9
2015QS（建校未满50周年）世界年轻大学排名：3
2020QS世界大学学科排名具体学科领域，括号内为Warwick在英国高校中的排位：
- 统计学与运筹学：16（4）
- 商务和管理研究：23（5）
- 数学：19（4）
- 英语语言和文学：23（7）
- 历史：39（8）
- 经济学和计量经济学：25（5）
- 会计与金融：47（8）
- 哲学：38（9）
- 现代语言：42（7）
- 发展研究：48（13）
- 社会学：48（8）
- 政治学：49（9）
- 法学和法律研究：51-100（11）
- 心理学：51-100（11）
- 传播学和媒体研究：51-100（13）
- 表演艺术：51-100（18）
- 教育和培训：51-100（15
- 社会政策和管理：51-100（15）
- 医药：101-150（19）
- 语言学：101-150（14）
- 化学：101-150（11）
- 计算机科学和信息系统：101-150（9）
- 物理学和天文学：101-150（14）
- 机械工程：101-150（13）
- 材料科学：101-150（10）
- 生物科学：151-200（17）
- 电子和电气工程：151-200（21）
- 土木和结构工程：151-200（20）
- 环境研究：351-400（36）

2019年软科世界一流学科排名（前五十），括号内为Warwick在英国高校中的排位：
- 数学：10（3）
- 管理学：20（1）
- 统计学：24（2）
- 经济学：28（5）
- 政治学：33（6）
- 公共管理：37（8）

2020U.S. News世界大学专业排名：
- 经济学和商科：28
- 数学：22

2020《金融时报》全球商学院排名：
- Full-time MBA项目——世界第43，英国第4
- Distance learning MBA项目——世界第1
- Executive MBA项目——世界第24，英国第4
- MSc in Finance项目——世界第13，英国第3
- MSc in Management项目——世界第22，英国第3
- Executive Education Custom Programmes项目——世界第46

2019《经济学人》全球商学院排名：
- Masters in Management项目——世界第9，英国第1
- Full-time MBA项目——世界第24，英国第1（连续第五年）
- Executive MBA项目——世界第10，欧洲第4，英国第2

2019《福布斯》全球商学院排名：
- Full-time MBA项目——世界第8，英国第3

### 國際組織
- 大英國協大學協會ACU成員
- 國際商管學院促進協會AACSB International成員（全球三大商管認證之一）
- 歐洲質量改善系統EQUIS成員（全球三大商管認證之一）

### 经济学与商科
在Research Papers in Economics机构根据IDEAS数据库对全世界所有经济系的排名中，华威大学经济系位列英国第2位，欧洲第5位，世界22位（2012年8月数据）。在最近一次（2008年）的英国大学“研究成果评估检查”中，华威大学经济系在经济学和计量经济学领域位列全英第3位。《完全大学指南》2013年将华威大学排为全英经济系第一位，高于牛津和伦敦政治经济学院。在上海交通大学最新的2012年《世界大学学术排名》中，华威大学位列经济学/商科领域世界第36位。

### 数学学院
华威大学数学学院在英国及世界各大主流排行榜中已连续多年名列前茅，实力居欧洲前十位。自1965年由Erik Christopher Zeeman教授建立之初，该院就已成为世界顶尖的数学研究院之一。拥有60位全职教授及20多名教职员工的数学学院对数学界近几十年的发展起到了推动作用，其中马丁·海尔教授更是由于其在随机偏微分方程领域所做出的卓越贡献而获得了堪称“数学界诺贝尔奖”的菲尔兹奖。
根据REF 2014 英国大学官方排名，华威大学数学系位居全英第三，仅次于剑桥大学和牛津大学。REF排名每七年更新一次，其结果将直接决定政府对各大学研究项目的拨款数额。在2019软科世界大学学术排名中，华威大学的数学专业位居世界第十。而根据2020QS世界大学专业排名，华威的数学专业位居世界第十九，统计学和运筹学专业位居世界第十六。在2020 U.S. News世界大学排名中，华威大学的数学系位居世界第二十二。

## 國際學生入學申請資格
- 大學預科（Warwick HEFP）：在香港中學會考（HKCEE）取得不少於18分並完成中六課程或 於中國重點高中畢業，平均成績85%以上，IELTS 6.5分；
- 大學學士（Undergraduate）:完成本科一年級課程或大學預科課程，一般需要GCE/HKALE A-level成績達到A*AA-AAB或同等分數；並取得IELTS 6.5分或TOEFL 600分，其中社會科學學院要求IELTS取得7.0分或以上或TOEFL 620分。根據2009數據，大學申請錄取率約為11%。
- 碩士（Master）：重點大學相關學士畢業，IELTS 7.0分或TOEFL 620分；商學院則要求IELTS 7.5分以上，其中市場營銷要求高於8.0分
- MBA:大學本科畢業，至少3年工作經驗，必須提供GMAT考試成績，IELTS需7.0分以上

## 教學研究機構

### 學院科系設置
| 1. 華威自然科學院（页面存档备份，存于） 2. 華威社會科學院（页面存档备份，存于） 3. 華威文學院（页面存档备份，存于） 4. 華威醫學院（页面存档备份，存于） 5. 華威商學院（页面存档备份，存于）（規模最大） 1. 華威商學院（页面存档备份，存于）（華威社會科學院） 2. 法律學院（页面存档备份，存于）（華威社會科學院） 3. 工程學院（页面存档备份，存于）（華威自然科學院） 4. 生命科學院（页面存档备份，存于）（華威自然科學院） 5. 現代語言文化學院（法德 義西語）（页面存档备份，存于）（華威藝術學院） 6. 美國比較研究學院（页面存档备份，存于）（華威藝術學院） 7. 戲劇與表演研究學院（页面存档备份，存于）（華威藝術學院） | 1. 經濟學系（页面存档备份，存于）（華威社會科學院） 2. 社會學系（页面存档备份，存于）（華威社會科學院） 3. 哲學系（页面存档备份，存于）（華威社會科學院） 4. 英語與比較文學系（页面存档备份，存于）（華威藝術學院） 5. 電影與電視研究學系（页面存档备份，存于）（華威藝術學院） 6. 歷史學系（页面存档备份，存于）（華威藝術學院） 7. 古典史學系（页面存档备份，存于）（華威藝術學院） 8. 藝術史學系（页面存档备份，存于）（華威藝術學院） 9. 電腦科學系（页面存档备份，存于）（華威自然科學院） 10. 物理學系（页面存档备份，存于）（華威自然科學院） 11. 化學系（页面存档备份，存于）（華威自然科學院） 12. 心理學系（页面存档备份，存于）（華威自然科學院） 13. 統計學系（页面存档备份，存于）（華威自然科學院） | 1. 華威製造研究機構（页面存档备份，存于）（華威科學院） 2. 數學研究所（页面存档备份，存于）（華威科學院） 3. 政治學與國際關係研究所（页面存档备份，存于）（華威社會科學院） 4. 跨學科領域研究中心（页面存档备份，存于）（華威社會科學院） 5. 應用語言研究中心（页面存档备份，存于）（華威社會科學院） 6. 教育發展研究中心（页面存档备份，存于）（華威社會科學院） 7. 教育學研究所（页面存档备份，存于）（華威社會科學院） 8. 終身學習研究中心（页面存档备份，存于）（華威社會科學院） 9. 專業教師研究中心（页面存档备份，存于）（華威社會科學院） 10. 華威語言中心（页面存档备份，存于）（華威藝術學院） |

### 特殊學術研究院及研究中心
| 1. 健康社會研究院（页面存档备份，存于） 2. 華威與英國社會經濟學會合作專案訓練研究中心（页面存档备份，存于） 3. 複雜性科學研究中心（页面存档备份，存于） 4. 華威與美國紐約市合作城市科技研究中心（页面存档备份，存于） 5. 離散數學應用研究中心（页面存档备份，存于） 6. 警察運作研究中心（页面存档备份，存于） 1. 數學專業研究院（页面存档备份，存于） 2. 華威系統生物研究中心（页面存档备份，存于） 3. 神經認知研究中心 4. 天體物理空間研究中心（页面存档备份，存于） 5. 電腦科學研究中心（页面存档备份，存于） 6. 數學計算專業訓練研究中心（页面存档备份，存于） 7. 數學系統應用訓練研究中心（页面存档备份，存于） 8. 超聲波工業研究中心（页面存档备份，存于） 9. 磁鐵共鳴專業研究中心（页面存档备份，存于） 10. 分子解析科學專業研究中心（页面存档备份，存于） 11. 分子系統研究中心（页面存档备份，存于） 12. 統計方法研究中心（页面存档备份，存于） 13. 鑽石專業開發研究中心（页面存档备份，存于） 14. 流體動力研究中心（页面存档备份，存于） 1. 英國國家級B2B電子商務研究中心（页面存档备份，存于） | 1. 華威經濟研究院（页面存档备份，存于） 2. 華威決策研究中心（页面存档备份，存于） 3. 應用金融經濟研究中心（页面存档备份，存于） 4. 全球經濟競爭優勢研究中心（页面存档备份，存于） 5. 全球經濟政府規範研究中心（页面存档备份，存于） 6. 華威就業雇用研究所（页面存档备份，存于） 7. 意識與自我研究中心（页面存档备份，存于） 8. 教育產業研究中心（页面存档备份，存于） 9. 婦女與性別研究中心（页面存档备份，存于） 10. 安全與行爲準則研究中心（页面存档备份，存于） 11. 全球化與地區化研究中心（页面存档备份，存于） 12. 法律與公共事務研究中心（页面存档备份，存于） 13. 民主化研究中心（页面存档备份，存于） 14. 人權實踐研究中心（页面存档备份，存于） 15. 犯罪正義研究中心（页面存档备份，存于） 16. 權利、平等與多樣化研究中心（页面存档备份，存于） 17. 比較勞工研究中心 18. 哲學、文學與藝術研究中心（页面存档备份，存于） 19. 社會理論研究中心（页面存档备份，存于） 20. 人種關係研究中心（页面存档备份，存于） | 1. 企業關係研究院（页面存档备份，存于） 2. 創業革新研究院（页面存档备份，存于） 3. 金融期權研究中心 1. 華威與英國皇家護理學院合作研究院（页面存档备份，存于） 2. 華威與英國國家健保系統合作數位健康研究院（页面存档备份，存于） 1. 文藝復興研究中心（页面存档备份，存于） 2. 全球歷史與文化研究中心（页面存档备份，存于） 3. 歐洲歷史研究中心（页面存档备份，存于） 4. 華威與倫敦王后學院合作莎士比亞研究中心（页面存档备份，存于） 5. Yesu Persaud加勒比研究中心（页面存档备份，存于） 6. 十八世紀研究中心（页面存档备份，存于） 7. 人文研究中心（页面存档备份，存于） 8. 藥物史學研究中心（页面存档备份，存于） 9. 藝術專業研究中心（页面存档备份，存于） |

## 遠景規劃
2005年11月，華威大學發佈了其校園長期發展規劃（至2020年），包括建設新的數學和統計學教學樓、新的電腦科學樓、新的商學院大樓、新的Heronbank宿舍樓和擴建運動中心等，並使校園中心實現由學生會轉移至新的“校園之家”（University House）來。

## 校友

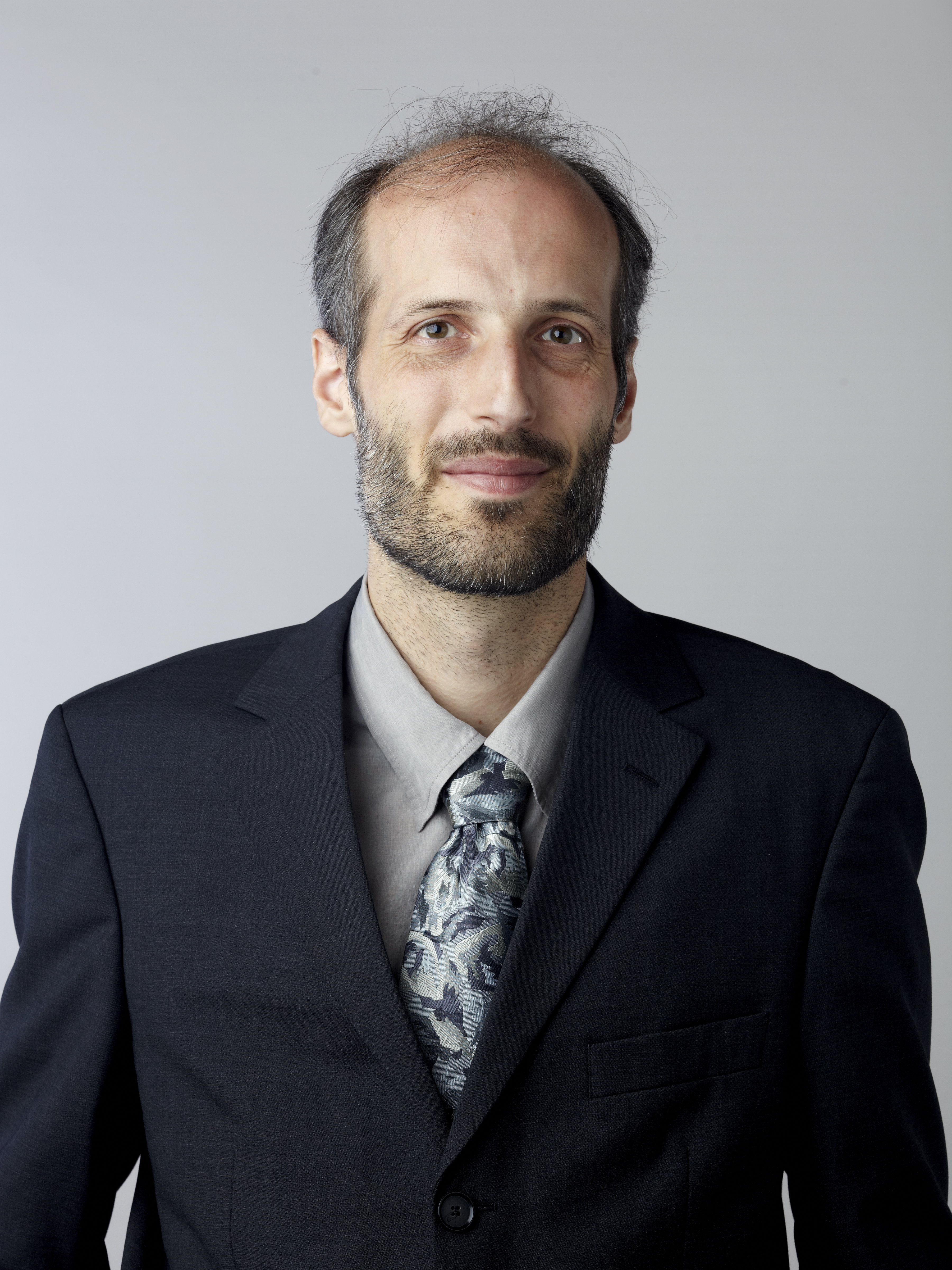
2014菲尔兹奖，國際數學傑出成就獎得主马丁·海雷尔（Martin Hairer）

- 奥利弗·哈特（Oliver Hart）─2016諾貝爾經濟獎得主（Nobel Prize Economics）
- 阿莫斯女男爵（英语：Valerie Amos, Baroness Amos）─英國首位女性內閣大臣，前英國上議院領袖、樞密院議長（榮譽博士）
- 马丁·海雷尔（Martin Hairer）─2014菲尔兹奖，國際數學傑出成就獎（The International Medals for Outstanding Discoveries in Mathematics）得主
- George Lusztig─2014邵逸夫數學科學獎（The Shaw Prize）得主
- Bheki Langa─南非駐中華人民共和國大使，國家經濟政策研究所執行主任
- Sidney Y.Tang─香港亞洲投資銀行會2015年代表，特許公認會計師公會ACCA會員和謝菲爾德畢業生（Sheffield Graduate Award）卓越成就獎獲得者
- Warwick Evans─香港資深傳媒人，曾於無綫新聞及香港電台分別出任主播及高級節目主任，加入新聞界前曾任演員
- 陶傑─香港作家及傳媒工作者
- 鍾宜霖─旅英移民作家
- 鍾志平─香港工業總會主席，香港理工大學顧問委員會主席，1997年獲頒香港青年工業家獎，香港設計中心副主席
- 吳育仁─台灣立法委員、國立中正大學勞工關係系教授，台灣勞動協會理事長
- 高玉泉─台灣國立中興大學法律系教授，中華民國國際法學會理事
- 彭愛佳─台灣中視記者及主播
- 李清潭─台灣國立中山大學管理學院院長
- 魏綺珊─香港新聞主播
- 劉展灝─香港運年表業集團董事總經理及創辦人、香港工業總會主席
- 李臻─香港新聞主播
- 陳婉嫻─香港立法會議員
- 李國寶─香港立法會議員
- 陳敬慈─香港城市大學應用社會科學系副教授
- 周庭希─新澳門學社前理事長
- 林程遠─英國伊斯林頓保守黨主席
- 哥賓星─马来西亚政治人物，民主行动党全国署理主席，曾任通讯与多媒体部长、雪兰莪州蒲种行动党国会议员。

## 外部連接
- 華威大學首頁（页面存档备份，存于）
- 華威大學校報Warwick Boar首頁（页面存档备份，存于）
- 華威大學台灣論壇（Hello UK版）
- 英揚留學顧問公司華威大學台灣申請代表處（页面存档备份，存于）
- 華威大學香港公共事務及社會服務學會主頁（页面存档备份，存于）
- 华威大学的新浪微博